# Erik Nietzsche, mes années de jeunesse
Pour les articles homonymes, voir Nietzsche (homonymie).
Pour plus de détails, voir Fiche technique et Distribution.
Erik Nietzsche, mes années de jeunesse (De unge år: Erik Nietzsche sagaen del 1) est un film danois réalisé par Jacob Thuesen (de), sorti en 2007.
Présenté comme une autobiographie du cinéaste Erik Nietzsche, le film est en réalité écrit par Lars von Trier qui, sans raconter directement sa vie d'étudiant, s'en inspire pour traiter avec humour des écoles de cinéma où il a fait ses premières armes.

## Synopsis
Erik Nietzsche est un jeune Danois qui rêve de cinéma. Admis par erreur à l'école danoise de cinéma, il est frappé par la compétition nourrie entre les élèves, l'abstraction des cours (la technique n'est pas enseignée en première année) et la nullité de professeurs frustrés et pédants. Au fur et à mesure de déconvenues professionnelles mais aussi sexuelles ou politiques, il fait son apprentissage afin de réussir à s'imposer dans un monde qui n'épargne pas les naïfs.

## Fiche technique
- Titre original : De unge år: Erik Nietzsche sagaen del 1
- Titre français : Erik Nietzsche, mes années de jeunesse
- Réalisation : Jacob Thuesen
- Scénario : Lars von Trier (sous le pseudonyme d'Erik Nietzsche)
- Photographie : Sébastien Blenkov
- Montage : Per K. Kirkegaard
- Musique : Vincent D'Hondt
- Production : Sisse Graum Jørgensen et Marie Cecilie Gade
- Société de production : Zentropa
- Pays :  Danemark,  Italie,  Suède,  Autriche et  France
- Langue originale : danois
- Durée : 92 minutes
- Dates de sortie :
  -  Canada : 8 septembre 2007 (Festival de Toronto)
  -  Danemark : 28 décembre 2007
  -  France : 7 janvier 2009

## Distribution
- Jonatan Spang (VF : Juan Llorca) : Erik Nietzsche
- David Dencik (VF : Christian Gonon) : Zelko
- Carl Martin Norén : Göran
- Therese Damsgaard : Karin
- Mille Lehfeldt (VF : Christine Paillard) : Margrethe
- Line Bie Rosenstjerne (VF : Silje Grepp) : Anna
- Malin Brolin-Tani : Stine
- Søren Pilmark (VF : Renaud Fleuri) : Mads
- Søren Malling (VF : Laurent Natrella) : Jans Jørgen
- Dejan Čukić (VF : Chad Chenouga) : Selkoff
- Troels Lyby (VF : Vincent Nemeth) : Bent
- Lars von Trier (VF : Georges Claisse) : le narrateur
- Jens Albinus (VF : Dimitri Rataud) : Troels Højbjerg

Sources et légende : Version française (VF) selon le carton de doublage français.

## Nominations
- Grand Prix - Meilleure Comédie au Monte-Carlo Film Festival de la Comédie 2007.
- Prix Spécial du Jury - Prix du 1er Film au Monte-Carlo Film Festival de la Comédie 2007.